# Albecki

Albecki, wersja podstawowa

Albecki (Ahlebeck) – kaszubski herb szlachecki. Z powodu specyficznej historii regionu, mimo przynależności do Rzeczypospolitej, rodzina i herb nie zostały odnotowane przez polskich heraldyków.

## Opis herbu
Opis z wykorzystaniem zasad blazonowania, zaproponowanych przez Alfreda Znamierowskiego:
Według Przemysława Pragerta istniały co najmniej trzy warianty tego herbu:
Albecki I (Ahlebeck): Na tarczy dwudzielnej w  pas w polu górnym, błękitnym pół jelenia skaczącego srebrnego, w polu dolnym szachownica srebrno-czerwona.
W klejnocie: na hełmie bez korony na zawoju czerwono-błękitno-srebrnym półksiężyc na opak srebrny, z dwiema gwiazdami złotymi u rogów.
Labry z prawej czerwone, podbite srebrem, z lewej błękitne, podbite srebrem.
Albecki Ia: Jak powyższy, ale bez barw i dolne pole oddzielone linią lewo-ukośną.
Albecki II: W polu trzy kule lub pierścienie w pas, zza nich pół jednorożca wspiętego. W klejnocie pół jednorożca jak w godle.

## Historia herbu
Używany przez rodzinę Albeckich, pochodzącą z Węgorni w ziemi lęborskiej. Notowany od XVI wieku. Wariant  podstawowy wzmiankowany jest przez herbarze: Siebmachera (Nowy Siebmacher), Ledebura (Adelslexikon der Preussischen Monarchie, Żernickiego (Der Polnische Adel) i Bagmihla (Pommersches Wappenbuch). Herb znalazł się na mapie Pomorza Lubiniusa z 1618 roku (wariant Ia). Pragert spekuluje, że wariant II (wzmiankowany w Uzupełnieniach do Siebmachera) należał do innej rodziny o takim samym nazwisku.

## Rodzina Albecki
Albeccy to kaszubska rodzina drobnoszlachecka, która wzięła nazwisko od posiadanej wsi Aalbeck (Ahlbeck) w Lęborskiem (obecnie Węgornia). Ich wcześniejsze, słowiańskie nazwisko nie jest znane. Członkowie rodu wzmiankowani są w 1575 i 1601, 1678 oraz 1786 i 1793. Możliwe, że gałęzią tej rodziny są używający tego samego herbu Wolszowscy.

## Rodzina Wolszowskich
Prawie zupełnie nieznana rodzina z ziemi lęborskiej. Wymieniani w aktach lennych wsi Dąbrówka Wielka w latach 1605, 1608, 1618, 1621 (jako Wolschefken), następnie w 1658 (Marten, Hanss i Ernst, synowie Jacoba Die Wolschowen). Wygasnąć mieli jeszcze w XVII wieku, najpóźniej w XVIII wieku. Używali przydomku Ahlebeck, co pozwala sądzić, że pochodzą od rodziny Albeckich

## Herbowni
Poniższa lista sporządzona został na podstawie wiarygodnych źródeł, zwłaszcza klasycznych i współczesnych herbarzy. Zwracamy jednak uwagę na częste zjawisko przypisywania rodom szlacheckim niewłaściwych herbów, szczególnie nasilone w czasie legitymacji szlachectwa przed zaborczymi heroldiami, co zostało następnie utrwalone w wydawanych kolejno herbarzach. Podkreślamy także, że identyczność nazwiska nie musi oznaczać przynależności do danego rodu herbowego. Przynależność taką mogą bezspornie ustalić wyłącznie badania genealogiczne.
Albecki (Aalbeck, Ahebecke, Ahelbecke, Ahlbetzky, Ahlebeck, Ahlebiczky, Albicki, Alebeken, Alebetzki, Alebicki, Halbecki), oraz pochodzący od nich Wolszowski (Voltzkow, Wolchow, Wolschefke, Wolschewke, Wolschow, Wolszewski, Woltzkow, Wolzowski) także z przydomkiem Ahlebeck.